# AP Stadiul Român Bukareszt
AP Stadiul Român București – nieistniejący rumuński zespół rugby z siedzibą w Bukareszcie, siedmiokrotny mistrz kraju.
Klub został założony 6 grudnia 1915 roku przez byłego działacza TCR, Nae Marascu. Budowa drużyny bazowała na modelu francuskiego klubu Stade Français, co widoczne było nawet przy wyborze barw drużyny. Po zakończeniu sezonu 1946/47 klub został rozwiązany.

## Sukcesy
- Mistrzostwo Rumunii (7):  1919, 1924, 1926, 1928, 1930, 1931, 1921, 1945-46